# ウィリアム・マクドナルド
ウィリアム・マクドナルド（William McDonald、1979年10月5日 - ）は、アメリカ ルイジアナ州出身のプロバスケットボール選手。ポジションはパワーフォワード、センター。

## 来歴

### アマチュア選手時代
NCAA一部　ビッグ・イースト・カンファレンスの南フロリダ大学に進学し、4年間で大きく成長した。3年次には1試合平均15得点、8.1リバウンドを記録して、Third Team All-Conference USAに選出されている。

### プロ選手時代
2003年のNBAドラフトでは指名を受けず、フランス、スペインのチームと契約してヨーロッパでプロバスケチームとしてのキャリアを積んだ。
その後に、プエルトリコ、アルゼンチン、イラン、カナダ、フィリピン、中国のチームと契約してプレイしている。
2017年11月7日に日本のBリーグ 横浜ビー・コルセアーズと2017-2018シーズンの契約をした。12月24日の北海道戦で相手チームの選手に試合中に殴り、2試合の出場停止と10万円の罰金の懲罰を受けた。
2018年には、アメリカのOverseas Eliteと契約して、The Basketball Tournamentに出場。１試合平均3.5得点、3.3リバウンドでOverseas Eliteの優勝に貢献した。
2018年8月27日に日本のBリーグ 三遠ネオフェニックスと2018-2019シーズンの契約をした。
2019年12月6日に、日本のBリーグ 横浜ビー・コルセアーズと一ヶ月の短期契約をした。2020年1月3日には短期満了した上で新たに2018-19シーズンの契約をした。2019-20シーズンは6試合の出場で1試合平均の出場時間は29.8分　14.2得点　7.2リバウンドを記録した。2020年4月30日に契約満了により横浜を退団。

## 人物

### バスケットボールプレイヤーとしての特徴
- DraftExpressにおける評価では、攻撃力を高く評価されている。NBAのセンタープレイヤーとして通用する身体サイズに加えて、ペイントエリアにおいて相手のインサイドプレイヤーを制する優れた身体能力を有している。ボールのない所での動きも上手く、パスを受けるためにフリースペースを見つける能力も有しており、リム上でのダンクなどの空中プレイも得意である[6]。
- フィジカルと圧力でインサイドに突進するバック・トゥ・ザ・バスケット(back-to-the-basket)タイプのローポストにおいて強さをみせるセンタープレイヤーであり、華麗やアクロバティックなプレイができるわけではないが、ペイントエリアにおいて効果的なリバースターン、スピンムーブを使うことができる。またオフェンスにおけるリバウンダーとしても高い能力を有しており、積極性と強さでオフェンスリバウンドを奪うことができる[6]。
- ペイントエリア内で強さを見せるプレイヤーであり、それ以外の領域でのシュートやフットワークには難点があり、パスの能力も平均以下である。横方向のクイックネスはビッグマンにおいて平凡で、ディフェンスリバウンドの奪取力も平凡な能力であるため、守備能力は相手の脅威になるレベルにはない[6]。

### その他
- 2019-20シーズン終了後に、横浜ビーコルセアーズの選手が選んだチーム内MVPに選ばれている。チームの不振や新型コロナウィルスなど厳しいシーズンで、マクドナルド自身も外国人枠の関係で、加入後の大部分の試合をベンチ外で過ごしたが、チームを良い方向に持って行こうと常に行動していたこと、ベンチ裏からの献身的なサポート、外国籍選手達へのフォローなど、マクドナルドがゲーム外でのチームに対する貢献が極めて大きかったとの理由であった[7]。

- 2012年3月、フィリピンのPetron Blaze Boostersに所属しているときに、Barako Bull EnergyのMick Pennisiの額にボールぶつけて退場になった動画が、Mick Pennisiの遅れて倒れる演技が話題になり、Youtubeのトレンド入りした[8][9]
- 2018年、横浜所属時に試合中に北海度のジャスティン・レイノルズ選手と乱闘をおこして退場になった時には、試合後にチームを通じて以下のコメントを発表した[1]。

```
『First and for most I personally want to write this letter to the league, the organization and to the fans. This letter I hope truly sorry I am about the decisions I made to act on the event that occurred in last basketball match...as a veteran, a profesional, and a father.I know physical altercations happen in the game all the time, but I also know that I represent a city and a club for which at all times I should act like a profesional and let the games officials handle the problem accordingly, I wish that my club, the league and especially my fans. I want them to know that this is not who I am.
I love the game and I play it with a lot of passion and dedication and i have the most of respect for the rules and regulations when it comes to behavior...what happening that evening I felt was not a basketball play and instead of letting the officials take care of the problem I let my emotions get in the way and I was wrong.
I want to apologize to my teammates, the fans, the organization, and other teams around the league. I am responsible for my actions and it will not happen again, last but not least I will like to speak to the player I had the altercation with Justin Reynolds, we was involved in a physical play and words was said to each other where our emotions got the best of us.
I personally will not let my ego get the best of me when I say I apologize for that event that both of us was involved in ... its over, and I hope we can let this occurrence stay behind us... I wish the league can accept my apology and let me join my basketball club so we can continue to battle for our season...my sincere apologies.』

”この手紙を、リーグ、クラブ、ファンの皆様に向けて書いています。ベテランとして、プロの選手として、父として、先日の北海道戦で起こした僕の行動に深く反省しております。バスケットボールの試合では体のぶつかり合いは普通です。試合の中で、私は横浜のクラブの一員として、プロフェッショナルとして、レフリーのジャッジに従うべきでした。クラブ、リーグ、特にファンの皆様にあの行動は本来の私ではないとご理解いただきたいです。バスケットボールのことが好きですし、ルール、特に態度に関しての規律は私も気をつけていた事です。北海道戦で起こしてしまった行動については、プレー外の出来事で感情的にならず、レフリーの皆さまに判断を委ねるべきでした。チームメイト、ファンの皆様、クラブ、B.LEAGUEの他のチームの皆さまにお詫び申し上げます。私は自分の起こした行動の責任を取り、二度と起こしません。最後にジャスティン・レイノルズ選手に謝りたいと思います。フィジカルなプレーの後にお互い言葉を交わし、感情的になり、あのような振る舞いをとってしまったことに謝りたいです。

あのような振る舞いに対して、謝罪して済むことではないかもしれませんが、もう起きてしまったことなので、それ以上に言えることはありません。リーグの皆さまが私の謝罪を受け入れていただいて、チームでシーズンを戦い抜くことを許していただければと思います。心より謝罪申し上げます。”

```

## 個人成績

### プロフェッショナル(Bリーグ)
| シーズン         | チーム                 | GP | GS | MPG  | FG%  | 3P%  | FT%  | RPG | APG | SPG | BPG | TO  | PPG  |
| ---------------- | ---------------------- | -- | -- | ---- | ---- | ---- | ---- | --- | --- | --- | --- | --- | ---- |
| B.LEAGUE 2018-19 | 横浜ビー・コルセアーズ | 43 | 27 | 21.6 | .465 | .143 | .468 | 5.9 | 1.6 | 0.5 | 0.3 | 2.0 | 12.1 |
| B.LEAGUE 2018-19 | 三遠ネオフェニックス   | 51 | 51 | 30.8 | .526 | .167 | .648 | 8.4 | 1.5 | 0.5 | 0.2 | 2.3 | 16.1 |
| B.LEAGUE 2019-20 | 横浜ビー・コルセアーズ | 6  | 6  | 29.8 | .429 | .000 | .704 | 7.0 | 2.3 | 0.2 | 0.0 | 3.0 | 14.2 |

参照